# Foufflin-Ricametz
Foufflin-Ricametz é uma comuna francesa na região administrativa de Altos da França, no departamento de Pas-de-Calais. Estende-se por uma área de 3 km². Em 2010 a comuna tinha 165 habitantes (densidade: 55 hab./km²).